# Campionati internazionali Rugby Europe 2018-2019
I campionati internazionali Rugby Europe 2018-19 (in inglese 2018-19 Rugby Europe International Championships) furono la 3ª edizione dei Campionati internazionali Rugby Europe, la 48ª edizione del torneo internazionale organizzato da FIRA-AER/Rugby Europe e, relativamente alla sua conference maggiore, il 48º campionato europeo di rugby a 15.
Si tenne dal 9 febbraio 2019 al 17 marzo 2019 tra 6 squadre che si affrontarono con la formula del girone unico con gare di sola andata.
Il torneo maggiore si tenne negli stessi fine settimana del Sei Nazioni 2019 e vide la vittoria della Georgia, campione europeo per l'undicesima volta.
Dietro di essa la Spagna, nella stagione precedente penalizzata per questioni di inadempienze circa le idoneità internazionali di alcuni giocatori e nel 2019 alla piazza d'onore per la prima volta dopo 7 anni.

## Formula
Il campionato è una piramide con diversi tornei, tutti con meccanismo di promozione e retrocessione tra i vari livelli.
- Campionato europeo propriamente detto: livello più alto del torneo, con 6 squadre[4], la prima classificata delle quali fregiantesi del titolo di campione d'Europa.
- Trofeo europeo, secondo livello, anch'esso con 6 squadre, la prima delle quali destinata a giocare lo spareggio promozione contro l'ultima classificata del campionato europeo[4]; l'ultima classificata retrocede in Conference europea 1[4].
- Conference europea 1[4], terzo livello, ripartita su due gironi geografici, Conference 1 nord e Conference 1 sud: la vincitrice della Conference 1 e quella della Conference 2 disputano una finale in gara unica in casa della miglior classificata per definire la vincitrice della Conference e al contempo la squadra promossa nel Trofeo europeo[4] (Malta, vincitore della conference meridionale, comunicò l'intenzione di non disputare lo spareggio, lasciando quindi via libera alla promozione dell'Ucraina, vincitrice della conference settentrionale[5]).
- Conference europea 2[4], quarto livello, ripartita come la Conference 1 su due geografici, Conference 2 nord e Conference 2 sud. Le due vincitrici di girone salgono in Conference europea 2 sostituite dalle due retrocedende. La squadra con il punteggio combinato più basso tra i due gironi retrocede nella divisione inferiore.
  - All'interno di ogni Conference, preliminarmente all'inizio della stagione successiva, si procede a una redistribuzione delle squadre su criterio geografico in maniera da mantenere sostenibili le trasferte[4].
- Sviluppo (Development League): destinata alle federazioni emergenti, quinto livello europeo, con una promossa al livello superiore.

Tutti i tornei si disputarono con il metodo del girone all'italiana in gara unica e il sistema di punteggio dell'Emisfero Sud con 4 punti a vittoria per partita, 2 per il pari, 0 per la sconfitta, uno per l'eventuale marcatura di 3 o più mete rispetto all'avversario in un incontro singolo e un ulteriore punto per l'eventuale sconfitta con sette o meno punti di scarto.
Al vincitore di tutte le partite del girone è accordato un punto supplementare.
Gli incontri della divisione superiore per il campionato d'Europa erano in programma negli stessi fine settimana del Sei Nazioni 2019.

## Squadre partecipanti
| Campionato europeo | Trofeo europeo | Conference 1    | Conference 1         | Conference 2    | Conference 2   | Sviluppo |
| Campionato europeo | Trofeo europeo | Conference Nord | Conference Sud       | Conference Nord | Conference Sud | Sviluppo |
| ------------------ | -------------- | --------------- | -------------------- | --------------- | -------------- | -------- |
| Belgio             | Lituania       | Lussemburgo     | Bosnia ed Erzegovina | Austria         | Andorra        | Estonia  |
| Georgia            | Polonia        | Moldavia        | Cipro                | Danimarca       | Bulgaria       | Turchia  |
| Germania           | Paesi Bassi    | Svezia          | Croazia              | Finlandia       | Serbia         |          |
| Romania            | Portogallo     | Ucraina         | Israele              | Lettonia        | Slovacchia     |          |
| Russia             | Rep. Ceca      | Ungheria        | Malta                | Norvegia        | Slovenia       |          |
| Spagna             | Svizzera       |                 |                      |                 |                |          |

## Campionato europeo

### 1ª giornata
| Arbitro: | Sean Gallagher |

|                     |      |                          |
|                     | mt   | 45’ tecnica 64’ Gorgadze |
| Vlaicu 8’, 24’, 72’ | c.p. | 36’, 80+2’ Abzhandadze   |

| Arbitro: | Shota Tevdzadze |

|                                                     |      |                          |
| tecnica 11’, 55’ Jadot 40+3’ Dienst 72’ Benoy 80+2’ | mt   | 6’ Füchsel 59’, 77’ Otto |
|                                                     | tr   | 6’, 59’ Parkinson        |
|                                                     | c.p. | 62’ Parkinson            |

| Arbitro: | Joy Neville |

|                      |      |                    |
| B. Auzqui 18’        | mt   | 22’, 36’ Ostrouško |
| Rabago 18’           | tr   | 22’, 36’ Kušnarëv  |
| Rabago 52’, 62’, 67’ | c.p. |                    |

### 2ª giornata
| Arbitro: | Cristian Serban |

| |    |                 |
| Gerasimov 13’, 43’ Gadžiev 16’ Polivalov 21’ Davydov 25’, 66’ Kononov 33’ Artem’ev 49’ Ostrouško 52’ Vavilin 74’ | mt | 40’ Montolsy    |
| Kušnarëv 13’, 16’, 21’, 25’, 43’, 52’ Janjuškin 74’                                                              | tr | 40’ de Moffarts |

| Arbitro: | Nika Amashukeli |

|                                                                  |      |                 |
| Dumitru 7’ Melinte 15’ Zaharia 32’ Surugiu 55’ Popa 59’ Plai 79’ | mt   | 65’ Nostadt     |
| Vlaicu 7’, 55’, 59’, 79’                                         | tr   | 65’ Klewinghaus |
|                                                                  | c.p. | 18’ Klewinghaus |

| Arbitro: | Christopher Ridley |

|                                                              |    |                     |
| Gigauri 14’ Chilachava 30’ Lobzhanidze 65’ Kerdikoshvili 70’ | mt | 23’ Barnes 80’ Goia |
| Abzhandadze 14’, 70’                                         | tr |                     |

### 3ª giornata
| Arbitro: | Ben Blain |

|                      |      | |
|                      | mt   | 11’ Gogichashvili 22’ Nemsadze 26’, 65’ Tsutskiridze 33’ Modebadze 62’ Dzneladze 73’ Gigashvili 80’ Tkhilaishvili |
|                      | tr   | 22’ Matiashvili 62’, 80’ Aptsiauri                                                                                |
| de Moffarts 36’, 45’ | c.p. | |

| Arbitro: | Ludovic Cayre |

|                         |      |                                              |
| Coetzee 60’ Lammers 72’ | mt   | 8’ Davydov 28’ Gadžiev 44’ Matveev 50’ Syčev |
| Hilsenbeck 72’          | tr   | 28’, 44’, 50’ Kušnarëv                       |
| Hilsenbeck 20’, 33’     | c.p. |                                              |

| Arbitro: | Adam Jones |

|                                   |      |                        |
| López 27’ Gimeno 45’ Barthère 65’ | mt   | 7’ Dumitru 69’ Zaharia |
| Linklater 27’, 45’, 65’           | tr   | 7’ Vlaicu              |
|                                   | c.p. | 1’, 17’ Vlaicu         |

### 4ª giornata
| Arbitro: | Thomas Charabas |

|                                      |      |                                                 |
| tecnica 29’                          | mt   | 9’ Artem’ev 45’ Selskij 61’ Vavilin 80’ Gadžiev |
| Vlaicu 3’, 21’, 37’ Melinte 53’, 74’ | c.p. |                                                 |

| Arbitro: | Marius Mitrea |

|                                                                                        |      |                          |
| Guillame 3’ G. Rouet 18’ Gimeno 29’ Linklater 36’ Goia 46’ Walker-Fitton 67’ Jorba 75’ | mt   |                          |
| Linklater 3’, 29’, 36’, 46’, 67’, 75’                                                  | tr   |                          |
|                                                                                        | c.p. | 8’, 23’, 40’ de Moffarts |

| Arbitro: | Keith Allen |

| |      |               |
| Modebadze 1’, 54’, 59’ Khmaladze 3’ Mamukashvili 22’ Malaguradze 45’ Lobzhanidze 62’ Sharikadze 76’ | mt   |               |
| Aprasidze 1’, 3’, 22’, 45’, 54’ Matiashvili 63’                                                     | tr   |               |
| | c.p. | 7’ Hilsenbeck |

### 5ª giornata
| Arbitro: | Andrea Piardi |

|                   |      |                                                               |
| Honn 80+2’        | mt   | 10’ García 20’ Norton 47’ Mora 59’ Walker-Fitton 66’ Guillame |
| Klewinghaus 80+2’ | tr   | 10’, 20’, 59’, 66’ Rabago                                     |
| Klewinghaus 15’   | c.p. |                                                               |

| Arbitro: | Craig Evans |

|                             |      |                                                           |
| Dienst 40+7’ Decubber 76’   | mt   | 29’ Lazăr 34’ Nistor 39’ Zaharia 59’ tecnica 69’ Cojocaru |
| Williams 40+7’ Hamzaoui 76’ | tr   | 30’, 69’ Plai                                             |
| Williams 2’                 | c.p. | 1’, 8’, 15’, 51’ Plai                                     |

| Arbitro: | Tom Foley |

|                   |      |                                              |
|                   | mt   | 40’ tecnica 45’ Tsutskiridze 64’ Malaguradze |
|                   | tr   | 64’ Malaguradze                              |
| Artem’ev 30’, 56’ | c.p. | 8’ Malaguradze                               |

#### Classifica
|  | Classifica | G | V | N | P | PF  | PS  | P±   | B | PT |
|  | ---------- | - | - | - | - | --- | --- | ---- | - | -- |
|  | Georgia    | 5 | 5 | 0 | 0 | 162 | 34  | +128 | 3 | 24 |
|  | Spagna     | 5 | 4 | 0 | 1 | 127 | 75  | +52  | 2 | 18 |
|  | Romania    | 5 | 3 | 0 | 2 | 130 | 86  | +44  | 3 | 15 |
|  | Russia     | 5 | 2 | 0 | 3 | 130 | 85  | +45  | 3 | 11 |
|  | Belgio     | 5 | 1 | 0 | 4 | 68  | 222 | -154 | 0 | 4  |
|  | Germania   | 5 | 0 | 0 | 5 | 63  | 178 | -115 | 1 | 1  |

## Trofeo europeo
| Data       | Incontro                 | Risultato | Sede             |
| ---------- | ------------------------ | --------- | ---------------- |
| 29-9-2018  | Rep. Ceca ― Polonia      | 22–41     | Zlín             |
| 13-10-2018 | Lituania ― Rep. Ceca     | 30–10     | Šiauliai         |
| 3-11-2018  | Polonia ― Lituania       | 33–0      | Łódź             |
| 17-11-2018 | Svizzera ― Rep. Ceca     | 17–5      | Yverdon          |
| 17-11-2018 | Polonia ― Paesi Bassi    | 0–49      | Lublino          |
| 24-11-2018 | Paesi Bassi ― Svizzera   | 36–15     | Amsterdam        |
| 16-2-2019  | Portogallo ― Polonia     | 65–5      | Setúbal          |
| 9-3-2019   | Paesi Bassi ― Portogallo | 5-18      | Amsterdam        |
| 16-3-2019  | Svizzera ― Portogallo    | 14–48     | Nyon             |
| 16-3-2019  | Rep. Ceca ― Paesi Bassi  | 22-24     | Smíchov          |
| 23-3-2019  | Portogallo ― Rep. Ceca   | 93–0      | Caldas da Rainha |
| 23-3-2019  | Polonia ― Svizzera       | 25-28     | Łódź             |
| 6-4-2019   | Lituania ― Portogallo    | 7-48      | Jurbarkas        |
| 13-4-2019  | Svizzera ― Lituania      | 34-24     | Sciaffusa        |
| 8-6-2019   | Lituania ― Paesi Bassi   | 3-50      | Panevėžys        |

|               | Classifica  | G | V | N | P | PF  | PS  | P±   | B | PT |
| ------------- | ----------- | - | - | - | - | --- | --- | ---- | - | -- |
|               | Portogallo  | 5 | 5 | 0 | 0 | 272 | 31  | +241 | 4 | 25 |
|               | Paesi Bassi | 5 | 4 | 0 | 1 | 164 | 58  | +106 | 2 | 18 |
|               | Svizzera    | 5 | 3 | 0 | 2 | 108 | 138 | -30  | 0 | 12 |
|               | Polonia     | 5 | 2 | 0 | 3 | 104 | 164 | -60  | 2 | 10 |
|               | Lituania    | 5 | 1 | 0 | 4 | 63  | 175 | -112 | 1 | 5  |
| Retrocessione | Rep. Ceca   | 5 | 0 | 0 | 5 | 59  | 205 | -146 | 1 | 1  |

## Spareggio campionato europeo / trofeo europeo
| Arbitro: | Seán Gallagher |

|                                      |      |                                                           |
| Barber 49’ Coetzee 57’ Otto 65’, 71’ | mt   | 30’ Monteiro 39’ M. Marta 46’ R. Marta 60’ R. Freudenthal |
| Parkinson 14’, 33’                   | tr   | 30’, 39’, 46’, 60’ Abecasis                               |
| Parkinson 14’, 33’                   | c.p. | 20’, 38’, 44’ Abecasis                                    |

## Conference 1

### Nord
| Data       | Incontro               | Risultato | Sede           |
| ---------- | ---------------------- | --------- | -------------- |
| 13-10-2018 | Ucraina ― Lussemburgo  | 24–13     | Leopoli        |
| 20-10-2018 | Svezia ― Moldavia      | 80–6      | Norrköping     |
| 3-11-2018  | Moldavia ― Ungheria    | 16–31     | Anenii Noi     |
| 3-11-2018  | Lussemburgo ― Svezia   | 9-10      | Lussemburgo    |
| 10-11-2018 | Ungheria ― Ucraina     | 24–48     | Százhalombatta |
| 13-4-2019  | Lussemburgo ― Moldavia | 23-10     | Lussemburgo    |
| 20-4-2019  | Moldavia ― Ucraina     | 17–13     | Drochia        |
| 4-5-2019   | Ungheria ― Lussemburgo | 15-18     | Százhalombatta |
| 11-5-2019  | Svezia ― Ungheria      | 36–27     | Norrköping     |
| 19-5-2019  | Ucraina ― Svezia       | 23-14     | Odessa         |

|               | Classifica  | G | V | N | P | PF  | PS  | P±  | B | PT |
| ------------- | ----------- | - | - | - | - | --- | --- | --- | - | -- |
|               | Ucraina     | 4 | 3 | 0 | 1 | 108 | 68  | +40 | 2 | 14 |
|               | Svezia      | 4 | 3 | 0 | 1 | 140 | 65  | +75 | 1 | 13 |
|               | Lussemburgo | 4 | 2 | 0 | 2 | 63  | 59  | +4  | 1 | 9  |
|               | Ungheria    | 4 | 1 | 0 | 3 | 97  | 118 | -21 | 2 | 6  |
| Retrocessione | Moldavia    | 4 | 1 | 0 | 3 | 49  | 147 | -98 | 0 | 4  |

### Sud
| Data       | Incontro                       | Risultato | Sede     |
| ---------- | ------------------------------ | --------- | -------- |
| 13-10-2018 | Bosnia ed Erzegovina ― Croazia | 11–40     | Zenica   |
| 20-10-2018 | Croazia ― Cipro                | 46–24     | Spalato  |
| 20-10-2018 | Israele ― Malta                | 14–21     | Netanya  |
| 27-10-2018 | Malta ― Bosnia ed Erzegovina   | 41–7      | Paola    |
| 27-10-2018 | Croazia ― Israele              | 19-16     | Zagabria |
| 10-11-2018 | Cipro ― Israele                | 22–34     | Pafo     |
| 16-3-2019  | Israele ― Bosnia ed Erzegovina | 40–0      | Netanya  |
| 23-3-2019  | Cipro ― Malta                  | 10-37     | Pafo     |
| 6-4-2019   | Bosnia ed Erzegovina ― Cipro   | 22–23     | Zenica   |
| 13-4-2019  | Malta ― Croazia                | 18-18     | Paola    |

|               | Classifica           | G | V | N | P | PF  | PS  | P±   | B | PT |
| ------------- | -------------------- | - | - | - | - | --- | --- | ---- | - | -- |
|               | Malta                | 4 | 3 | 0 | 1 | 117 | 49  | +68  | 2 | 16 |
|               | Croazia              | 4 | 3 | 0 | 1 | 123 | 69  | +54  | 2 | 16 |
|               | Israele              | 4 | 2 | 0 | 2 | 104 | 62  | +42  | 3 | 11 |
|               | Cipro                | 4 | 1 | 0 | 3 | 79  | 139 | -60  | 0 | 4  |
| Retrocessione | Bosnia ed Erzegovina | 4 | 0 | 0 | 4 | 40  | 144 | -104 | 1 | 1  |

## Conference 2

### Nord
| Data       | Incontro              | Risultato | Sede     |
| ---------- | --------------------- | --------- | -------- |
| 13-10-2018 | Finlandia ― Danimarca | 22-18     | Helsinki |
| 13-10-2018 | Norvegia ― Austria    | 9-6       | Bergen   |
| 20-10-2018 | Lettonia ― Finlandia  | 24-7      | Riga     |
| 27-10-2018 | Danimarca ― Norvegia  | 42-10     | Odense   |
| 27-10-2018 | Austria ― Lettonia    | 20-26     | Vienna   |
| 30-3-2019  | Austria ― Finlandia   | 29-32     | Vienna   |
| 27-4-2019  | Danimarca ― Austria   | 37-7      | Odense   |
| 4-5-2019   | Lettonia ― Danimarca  | 38-3      | Baldone  |
| 25-5-2019  | Norvegia ― Lettonia   | 13-30     | Horten   |
| 1-6-2019   | Finlandia ― Norvegia  | 34-22     | Helsinki |

|  | Classifica | G | V | N | P | PF  | PS  | P±  | B | PT |
|  | ---------- | - | - | - | - | --- | --- | --- | - | -- |
|  | Lettonia   | 4 | 4 | 0 | 0 | 118 | 43  | +75 | 3 | 20 |
|  | Finlandia  | 4 | 3 | 0 | 1 | 95  | 93  | +2  | 0 | 12 |
|  | Danimarca  | 4 | 2 | 0 | 2 | 100 | 77  | +23 | 3 | 11 |
|  | Norvegia   | 4 | 1 | 0 | 3 | 54  | 112 | -58 | 0 | 4  |
|  | Austria    | 4 | 0 | 0 | 4 | 62  | 104 | -42 | 3 | 3  |

### Sud
| Data       | Incontro              | Risultato | Sede             |
| ---------- | --------------------- | --------- | ---------------- |
| 13-10-2018 | Serbia ― Bulgaria     | 29-35     | Belgrado         |
| 20-10-2018 | Slovenia ― Andorra    | 48-14     | Lubiana          |
| 27-10-2018 | Bulgaria ― Slovenia   | 13-25     | Sofia            |
| 3-11-2018  | Andorra ― Slovacchia  | 27-14     | Andorra la Vella |
| 10-11-2018 | Slovacchia ― Serbia   | 10-37     | Piešťany         |
| 20-4-2019  | Slovacchia ― Bulgaria | 24-36     | Piešťany         |
| 11-5-2019  | Serbia ― Slovenia     | 35-27     | Pančevo          |
| 11-5-2019  | Bulgaria ― Andorra    | 41-20     | Sofia            |
| 18-5-2019  | Slovenia ― Slovacchia | 91-5      | Lubiana          |
| 18-5-2019  | Andorra ― Serbia      | 33-0      | Andorra la Vella |

|               | Classifica | G | V | N | P | PF  | PS  | P±   | B | PT |
| ------------- | ---------- | - | - | - | - | --- | --- | ---- | - | -- |
|               | Slovenia   | 4 | 3 | 0 | 1 | 191 | 67  | +124 | 2 | 14 |
|               | Bulgaria   | 4 | 3 | 0 | 1 | 125 | 98  | +27  | 0 | 12 |
|               | Serbia     | 4 | 2 | 0 | 2 | 101 | 105 | -4   | 2 | 10 |
|               | Andorra    | 4 | 2 | 0 | 2 | 94  | 103 | -9   | 1 | 9  |
| Retrocessione | Slovacchia | 4 | 0 | 0 | 4 | 53  | 191 | -138 | 0 | 0  |

## Development League
| Data      | Incontro          | Risultato | Sede     |
| --------- | ----------------- | --------- | -------- |
| 20-4-2019 | Turchia ― Estonia | 61-20     | Istanbul |
| 25-5-2019 | Estonia ― Turchia | 19-43     | Tallinn  |

|  | Classifica | G | V | N | P | PF  | PS  | P±  | B | PT |
|  | ---------- | - | - | - | - | --- | --- | --- | - | -- |
|  | Turchia    | 2 | 2 | 0 | 0 | 104 | 39  | +65 | 2 | 11 |
|  | Estonia    | 2 | 0 | 0 | 2 | 39  | 104 | -65 | 0 | 0  |